# Erik Fetter
Erik Fetter (Boedapest, 5 april 2000) is een Hongaarse wielrenner die vanaf 2025 voor Team United Shipping uitkomt. In 2022 reed hij met de Ronde van Italië zijn eerste grote ronde. Deze ronde startte in zijn geboortestad Boedapest.

## Overwinningen
2021
 Hongaars kampioen tijdrijden, Elite
4e etappe Ronde van de Limousin-Nouvelle-Aquitaine
2022
 Hongaars kampioen tijdrijden, Elite
2025
1e etappe Istrian Spring Tour

## Resultaten in voornaamste wedstrijden
| Jaar | Ronde van Italië | Ronde van Frankrijk | Ronde van Spanje |
| ---- | ---------------- | ------------------- | ---------------- |
| 2021 |                  |                     |                  |
| 2022 | 83e              |                     |                  |
| 2023 | opgave           |                     |                  |
| 2024 |                  |                     |                  |

| Jaar | Ronde van Lombardije | Strade Bianche |  | WK op de weg |
| ---- | -------------------- | -------------- |  | ------------ |
| 2021 | opgave               | 100e           |  |              |
| 2022 | 104e                 | 47e            |  |              |
| 2023 | 46e                  | 75e            |  |              |
| 2024 |                      | opgave         |  | opgave       |

## Ploegen
- 2019 –  Pannon Cycling Team
- 2020 –  Kometa Xstra Cycling Team
- 2021 –  EOLO-Kometa
- 2022 –  EOLO-Kometa
- 2023 –  EOLO-Kometa
- 2024 –  Polti-Kometa
- 2025 –  Team United Shipping

Albanese · Archibald · Bais · Belletti · Christian · Dina · Fancellu · Fetter · Fortunato · Frapporti · García · Gavazzi · Grávalos · Pacioni · Ravasi · Rivi · Ropero · Sevilla · Viegas · Wackermann · Hernaiz (stagiair) · Martin (stagiair) · Piganzoli (stagiair)
Albanese · Bais · Bevilacqua · Christian · Dina · Fancellu · Fedeli (vanaf 20/6) · Fetter · Fortunato · García · Gavazzi · Grávalos · Lonardi · Maestri · Á. Martín · D. Martín · Ravasi · Rivi · Ropero · Rosa · Sevilla · Viegas · Montoli (stagiair) · Muñoz (stagiair) · Pietrobon (stagiair)
Albanese · D. Bais · M. Bais · Bevilacqua · Fancellu · Fetter · Fortunato · Garosio · Gavazzi · Lonardi · Maestri · Á. Martín · D. Martín · Pietrobon · Piganzoli · Raccani (tot 9/8) · Rivi · Serrano · Sevilla · Tercero · De Cassan (stagiair) · Muñoz (stagiair)
D. Bais · M. Bais · De Cassan · Double · Fabbro · Fetter · Garosio · Gómez · Lonardi · Maestri · Á. Martín · D. Martín · Muñoz · Peñalver · Pietrobon · Piganzoli · Restrepo · Serrano · Sevilla · Tercero · Bagnara (stagiair) · Buttigieg (stagiair)  · Raccagni (stagiair)